# Litocalliopsis adesmiae
Litocalliopsis adesmiae is een vliesvleugelig insect uit de familie Andrenidae. De wetenschappelijke naam van de soort is voor het eerst geldig gepubliceerd in 2003 door Roig-Alsina & Compagnucci.